# Підкоморій надвірний коронний
Підкоморій надвірний коронний (пол. Podkomorzy nadworny koronny), або також підкоморій великий коронний (пол. Podkomorzy wielki koronny), підкоморій надвірний (лат. succamerarius, praefectus cubiculi) — уряд двірський Корони Королівства Польського та Речі Посполитої, який у ієрархії посад займав високе місце, одразу після маршалка надвірного коронного.
Підкоморій надвірний коронний збирав  усі  шляхетські  подання  та  звернення  на  
ім’я  короля  й  передав  їх  монархові.  До  обов’язків  надвірного  підкоморія  на  початках  існування  цієї  посади входила  охорона  королівської  особи,  нагляд  за  помешканням  короля  та  його  скарбницею — «коморою». Одночасно він був заступником маршалка надвірного коронного й керівником покоєвої служби. Він вважався охоронцем моральності та гарних манер при дворі. Він завжди був присутнім при особі монарха, зокрема, під час подорожей і військових походів, що робило його надзвичайно впливовою людиною. Підкоморій часто був улюбленцем (фаворитом) короля.
Він визначав режим і час королівських аудієнцій, впливаючи на допуск до особи правителя. Підкоморій у певний час сповіщав монарха про прибуття іноземних посланців і проводили їх до дверей королівської палати, де їх очікував надвірний маршалок, щоб представити гостя. Подібна церемонія відбувалася, коли Примас Польщі вперше вітав короля перед сеймом. Ознакою уряду надвірного підкоморія був золотий ключ, якого король вручав йому після складання присяги.
Протягом XV століття уряд був досить нестабільним і часто ототожнювався з функціями найвищого (верховного) ложничого. Зважаючи на зростання з часом значення підкоморія як офіційного королівського урядника, ця посада стала титулярною, почесною ("диґнітарською"). Деякі з його практичних функцій (опіка над покоями тощо) перейшли до нижчих урядників (ложничого), які часто привласнювали його титул. Тому за часів правління Стефана Баторія підкоморії почали використовувати титул найвищого підкоморія (лат. Supremus succamerarius). Під час правління Станіслава-Августа Понятовського уряд підкоморія був витіснений шамбеляном.
У Великом князівстві Литовському відповідником цього уряду була посада підкоморія великого литовського.

## Список підкоморіїв надвірних коронних[6]
- Ґнєвош з Далевиців і Цмелюва[pl] (1408—1410)
- Пйотр зі Щекоцинів (1446)
- Ян з Маковця (1459—1466)
- Станчик (1476)
- Ян Стшалковський (?1460—1484)
- Дзєрслав Вонс зі Смогоржува (1485—1494)
- Завіша Ружа з Боршовиців (1494—1497)
- Пйотр Шидловєцький (1500)
- Станіслав Шафранєц з Піскової Скали (1502—1510)
- Януш Свєрчовський (1502)
- Міколай Шидловєцький (1507—1510)
- Сильвестер Ожаровський (1510—1537)
- Марцін Вольський (1537—1548)
- Миколай Мнішек (1548—1553)
- Міколай Тшебуховський[pl] (1553—1563)
- Мацей Жалінський[pl] (1563—1574)
- Ян Тенчинський[pl] (1574—1593)
- Анджей Бобола[pl] (1593?—1607—1616)
- Станіслав Волуцький (1620—1622)
- Ян Олеський (1623—1626)
- Вацлав Кєлчевський[pl] (1627—1628)
- Ян Ромішевський[pl] (1630—1633)
- Зиґмунт Казановський[pl] (1633—1634)
- Адам Казановський (1634—1642)
- Самуель Рильський (1642—1654)
- Ґотард Вільгельм Бутлер[pl] (1654—1661)
- Теодор Денгофф (1661—1684)
- Марек Матчинський (1684—1686)
- Казімєж Людвік Бєлінський (1688—1702)
- Єжи Домінік Любомирський (1702—1726)
- Кшиштоф Міколай Тов'янський[pl] (1726—1742)
- Казімеж Понятовський (1742—1773)
- Вінцентій Потоцький (1773—1795)